# Grand sceau des États-Unis
Le grand sceau des États-Unis (Great Seal of the United States) est un sceau utilisé pour prouver l'authenticité de certains documents au sein du gouvernement fédéral des États-Unis. C'est en 1782 qu'il a été utilisé publiquement pour la toute première fois.

## Description
Il comporte un pygargue à tête blanche aux ailes déployées tenant un rameau d'olivier dans une serre et treize flèches dans l'autre, l'ensemble symbolisant la paix ainsi que la défense par la guerre. L'oiseau est surmonté par treize étoiles rappelant les treize États originaux. Le pygargue a la tête tournée vers le rameau d'olivier, à sa droite, pour symboliser une préférence pour la paix. La bannière  E pluribus unum (littéralement « De plusieurs, un ») rappelle la réunion des 13 États à l'origine des États-Unis.
Ces 13 colonies d'origine sont aussi rappelées par les 13 rayures du blason, les 13 flèches, les 13 feuilles et 13 olives du rameau d'olivier (ces deux dernières représentations l'étant par tradition et non formalisées) ainsi que par la phrase E pluribus unum qui contient 13 lettres.
Le recto du sceau affiche le blason national, et figure sur les documents de l'État fédéral tels que les passeports ou sur les drapeaux. C'est dans ce cadre que les couleurs du blason sont spécifiées, son utilisation sur le sceau étant monochrome.
Le sceau du président des États-Unis et celui du vice-président sont fortement inspirés du grand sceau des États-Unis. Mais le sceau du Sénat des États-Unis en est lui plutôt éloigné (avec bonnet phrygien, faisceaux et absence d'aigle).

## Billet d'un dollar

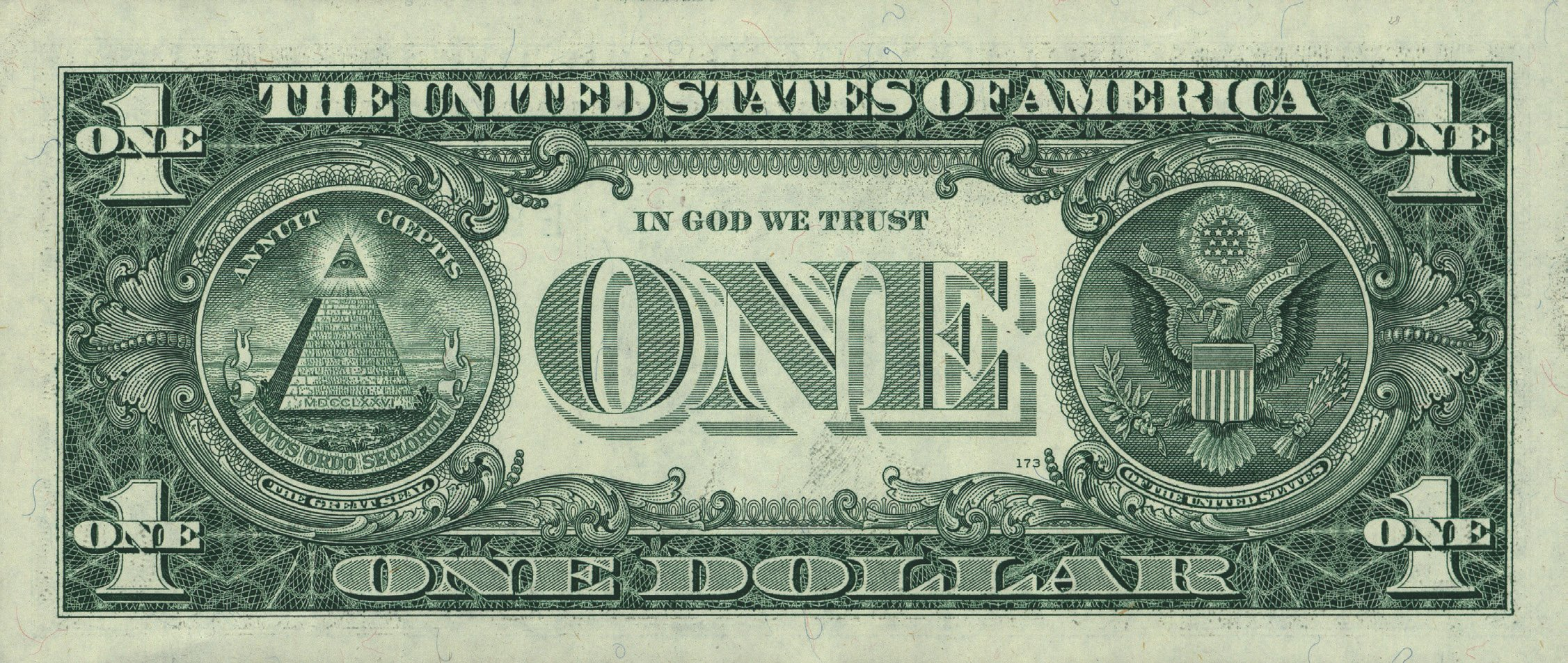
Billet de 1 dollar.

Le grand sceau figure sur le verso du billet de un dollar américain. À la suite d'une décision de Franklin D. Roosevelt, président au moment de sa conception en 1935, le sceau y figure inversé ; le verso du sceau (la face qui inclut l'œil de la Providence au sommet d'une pyramide) est à gauche et le recto à droite.

## Version actuelle
La version actuellement utilisée par le Département d'État est sensiblement la même que celle de 1885, elle-même basée sur la version de Lossing, en 1856.

## Revers du sceau dans les théories du complot
De nombreuses théories du complot maçonnique voient dans le revers du Grand sceau un signe de l'influence de la franc-maçonnerie sur le gouvernement des États-Unis. Ces théories s'appuient sur trois principaux arguments :

### Œil de la Providence

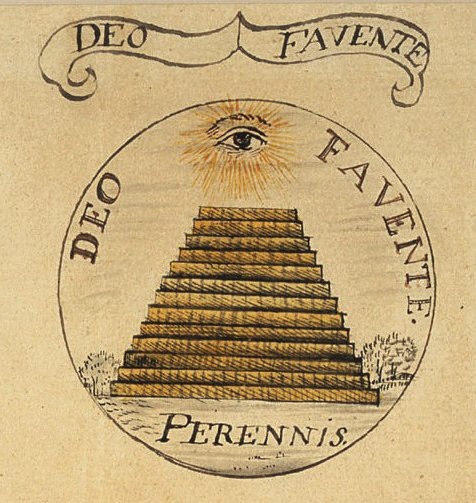
Le revers proposé par le 3e comité en 1782.

L'œil de la Providence serait un symbole maçonnique.
Bien que l'œil de la Providence soit de nos jours un symbole très fréquent dans la franc-maçonnerie des États-Unis, tel n'était pas encore le cas dans les années 1770 et 1780, quand le grand sceau fut dessiné. Il s'agissait d'un symbole essentiellement chrétien, présent dans de très nombreuses églises. À la différence du triangle seul ou du triangle muni d'un tétragramme (autres représentations chrétiennes traditionnelles de Dieu), il n'apparaît que très rarement dans les premiers documents maçonniques. Ce n'est qu'à partir de 1797, soit plusieurs années après son apparition dans le Grand sceau des États-Unis, qu'il commencera à se répandre dans la franc-maçonnerie.

### Pyramide

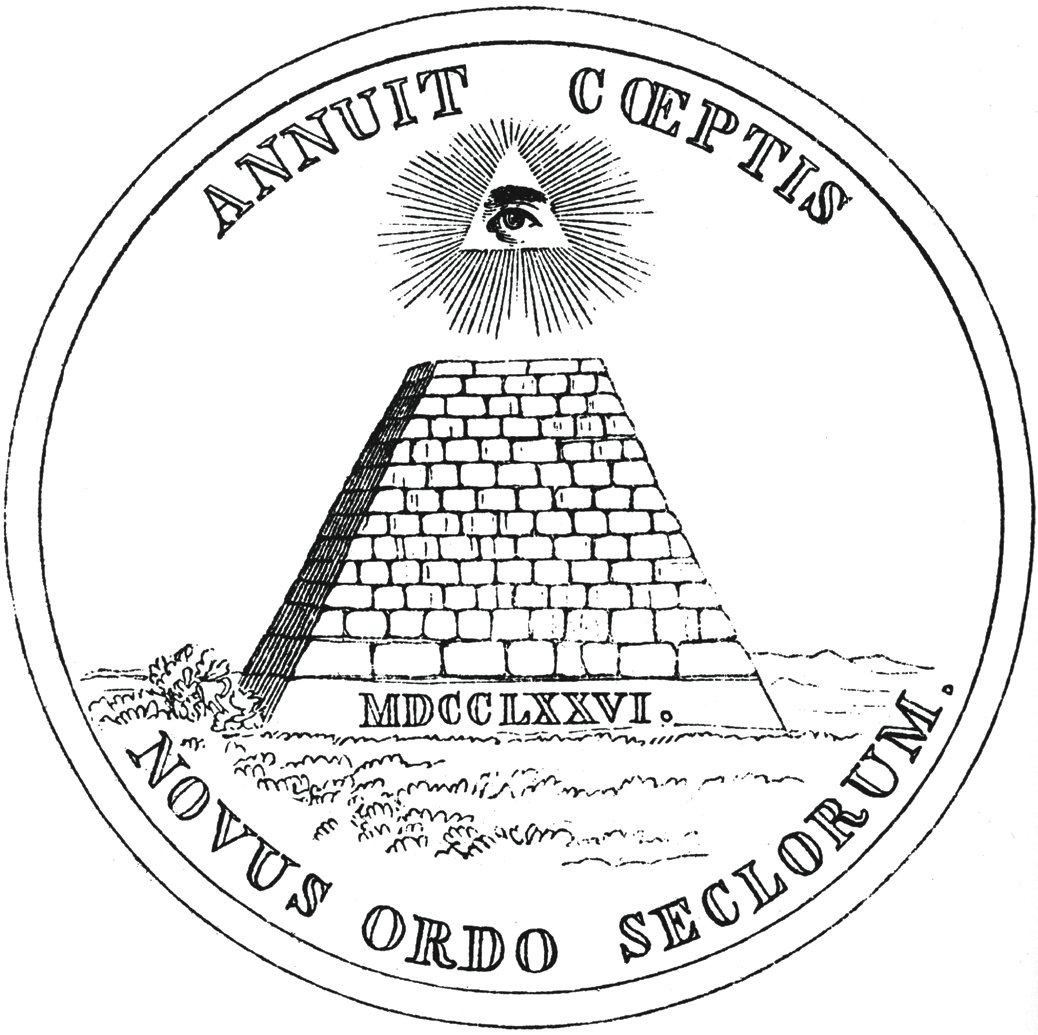
Le revers dessiné par Lossing en 1882.

La pyramide serait un symbole maçonnique.
On trouve dans le symbolisme maçonnique traditionnel, dès 1745 au moins, une « pierre cubique à pointe », composée d'un cube surmonté d'une pyramide de base carrée, mais aucune pyramide en tant que telle. Les pyramides en tant que telles ne font l'objet d'aucune entrée dans la plupart des ouvrages de référence sur le symbolisme maçonnique. Si elles sont parfois présentes dans l'iconographie maçonnique plus tardive, en particulier pendant la grande période de l'égyptomanie du XIXe siècle, c'est presque toujours à titre d'élément décoratif. On trouve aussi des études personnelles réalisées par des francs-maçons sur le symbolisme de la pyramide, mais pas davantage que sur n'importe quel autre symbole ou sujet de réflexion sans spécificité maçonnique. Enfin, l'aspect « égyptien » de la pyramide du Grand sceau n'apparaît que bien après sa création, sur la version dessinée par l'historien Benson John Lossing, en 1882. Précédemment, le dessin ne présente pas véritablement une pyramide, mais plutôt un empilement de 13 marches de tailles décroissantes.

### Appartenance des créateurs du sceau à la franc-maçonnerie

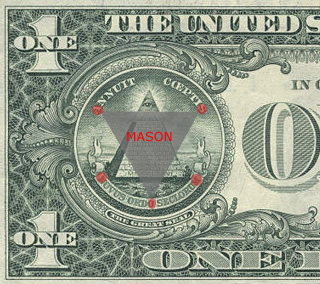
Lettres des devises permettant de reconstituer le mot « mason ».

Les concepteurs du sceau auraient tous été francs-maçons.
Tel n'est pas le cas. Benjamin Franklin était indiscutablement franc-maçon et avait été, entre autres, Vénérable de la loge des Neuf Sœurs pendant deux ans, mais aucune de ses propositions pour le sceau ne fut retenue. Parmi les quatre dont les idées furent retenues, ni Charles Thomson (en) ni Pierre Ducimetière ni William Barton (en) n'étaient francs-maçons. En ce qui concerne Francis Hopkinson, une possible appartenance maçonnique a parfois été évoquée, mais n'a jamais pu être démontrée,,.
D'autres « indices », ou supposés tels, ont été signalés par les tenants des théories du complot maçonnique, comme le décryptage du mot « mason » en superposant deux triangles (voir figure ci-contre), ou encore le fait que l'année de la déclaration d'indépendance des États-Unis, gravée à la base de la pyramide, soit également celle de la fondation des Illuminés de Bavière.